# 1921 год в кино

## Фильмы

### Мировое кино
- «Дороги отчаяния»/Desperate Trails, США (реж. Джон Форд)
- «Золушка холмов»/Cinderella of the Hills, США (реж. Говард М. Митчелл)
- «Маленький лорд Фаунтлерой»/Little Lord Fauntleroy, США (реж. Говард Альфред Грин и Джек Пикфорд)
- «Малыш»/The Kid, США (реж. Чарли Чаплин)
- «С чёрного хода»/Through the Back Door, США (реж. Говард Альфред Грин и Джек Пикфорд)
- «Три мушкетёра»/The Three Musketeers, США (реж. Фред Нибло)
- «Усталая Смерть»/Der müde Tod, Германия (реж. Фриц Ланг)
- «Эльдорадо»/Eldorado, Франция (реж. Марсель Л’Эрбье)

### Советское кино

#### ФильмыРСФСР
- «Дубровский», (реж. Пётр Чардынин)

## Персоналии

### Родились
- 3 января — Четан Ананд, индийский кинорежиссёр, продюсер и сценарист (умер в 1997 году).
- 14 января — Вернер Бергман, немецкий оператор, сценарист, режиссёр и педагог (умер в 1990 году).
- 26 января — Юрий Николаевич Озеров, советский и российский кинорежиссёр, сценарист, педагог (умер в 2001 году).
- 31 января — Владислав Стржельчик, советский и российский актёр театра и кино, народный артист СССР (умер в 1995 году).
- 18 февраля — Бранко Бауэр, хорватский кинорежиссёр и сценарист (умер в 2002 году).
- 22 февраля — Джульетта Мазина, итальянская актриса (умерла в 1994 году).
- 23 февраля — Самсон Самсонов, советский и российский кинорежиссёр, народный артист СССР (умер в 2002 году).
- 24 февраля — Эйб Вигода, американский актёр (умер в 2016 году).
- 23 марта — Симона Синьоре, французская актриса кино и театра (умерла в 1985 году).
- 28 марта — сэр Дерк Богард, британский киноактёр (умер в 1999 году).
- 16 апреля — Питер Устинов, английский актёр, режиссёр, продюсер, лауреат премии «Оскар» (умер в 2004 году).
- 26 апреля — Хорст Шульце, немецкий актёр театра, кино и телевидения (умер в 2018 году).
- 2 мая — Сатьяджит Рай, индийский кинорежиссёр, лауреат премии «Оскар» (умер в 1992 году).
- 23 мая — Георгий Григорьевич Натансон, советский и российский режиссёр театра и кино, сценарист и драматург, заслуженный деятель искусств РСФСР (умер в 2017 году).
- 12 июня — Луис Гарсия Берланга, испанский кинорежиссёр, сценарист (умер в 2011 году).
- 23 июля — Юрий Катин-Ярцев, советский актёр театра и кино, педагог (умер в 1994 году).
- 31 июля — Любовь Сергеевна Соколова, советская и российская актриса, народная артистка СССР (умерла в 2001).
- 13 октября — Ив Монтан, французский певец-шансонье и актёр (умер в 1991 году).
- 3 ноября — Чарльз Бронсон, американский киноактёр, популярный исполнитель мужественных ролей в боевиках (умер в 2003 году).
- 18 декабря — Юрий Никулин, советский и российский артист цирка (клоун), киноактёр, телеведущий, директор Цирка на Цветном бульваре. Народный артист СССР (умер в 1997 году).
- 27 декабря — Сергей Николаевич Колосов, советский, российский сценарист, кинорежиссёр, народный артист СССР (умер в 2012 году).

### Скончались
- 20 марта — Ян Кршиженецкий, чешский оператор, актёр, продюсер и кинорежиссёр (родился в 1868 году).